# ليإيتشي إكيغامي
ليإيتشي إكيغامي (باليابانية: 池上 礼一) (12 يوليو 1983 في تشيبا في اليابان – )؛ هو لاعب كرة قدم ياباني سابق كان يلعب كلاعب وسط.

## وصلات خارجية
- ليإيتشي إكيغامي على موقع رابطة كرة القدم اليابانية للمحترفين (اليابانية)
- ليإيتشي إكيغامي على موقع قاعدة بيانات كرة القدم.إي يو (الإنجليزية)
- ليإيتشي إكيغامي على موقع Soccerway.com (الإنجليزية)
- ليإيتشي إكيغامي على موقع عالم كرة القدم.نت (الإنجليزية)